# Počítač pro každého
Počítač pro každého byl počítačový časopis v Česku, který vycházel od roku 1998 do roku 2020.
Byl to čtrnáctideník určený hlavně začínajícím a středně pokročilým uživatelům osobních počítačů. Přinášel tipy, triky, podrobné praktické návody pro snadnou práci s počítačem a také testy různých součástí nebo celých sestav. Našli jste v něm i recenze různých programů a novinky ze světa počítačů. Součástí každého čísla byla CD příloha s programy a hrami, čtyřikrát ročně bylo součástí vydání DVD, kde se nacházelo několik plných verzí programů nebo her. Ročně vyšlo 25 vydání o formátu A4, v rozsahu 48–64 stran.
Časopis měl čtenost téměř 44 000 lidí/vydání. Průměrný prodaný náklad činil asi 6 963 ks a měl 4 434 předplatitelů.

## Rubriky
- Téma čísla
- Test
- Představujeme
- Jak na to
- Rady a návody
- Internet
- Poradna

## Historie
Časopis vyšel poprvé 8. dubna 1998. Prvních 26 čísel vyšlo v patchwork podobě určených k založení do pořadače. Od čísla 27/98 (tj. 9.prosince 1998) začal vycházet jako čtrnáctideník. Po 22 letech vyšlo 8. července 2020 jeho poslední číslo, 15/2020.